# منتخب الهند لسباعيات الرغبي للسيدات
منتخب الهند الوطني لسباعيات الرغبي للسيدات (بالإنجليزية: India women's national rugby sevens team)‏ هو ممثل الهند الرسمي في المنافسات الدولية في سباعيات الرغبي للسيدات.